# Ester Roeck-Hansen
Ester Roeck-Hansen (née le 12 août 1897 à Uddevalla, morte le 14 juin 1987 à Stockholm) est une actrice suédoise.

## Filmographie partielle
- 1926 : Dollarmillionen (en) de Sigurd Wallén
- 1931 : Hotel Paradis (en) de George Schnéevoigt
- 1932 : Svarta rosor de Gustaf Molander
- 1945 : Kungliga patrasket (en) de Hasse Ekman
- 1947 : Sjätte budet (en) de Stig Järrel
- 1949 : Kärleken segrar (en) de Gustaf Molander
- 1951 : Dårskapens hus (en) de Hasse Ekman
- 1952 : Pour les ardentes amours de ma jeunesse (För min heta ungdoms skull) d'Arne Mattsson
- 1956 : Flickan i frack (en) d'Arne Mattsson